# Södra Abborrtjärn (Järnskogs socken, Värmland)
Södra Abborrtjärn är en sjö i Eda kommun i Värmland och ingår i Göta älvs huvudavrinningsområde.